# Kołowrotek o szpuli stałej
Kołowrotek wędkarski o szpuli stałej – rodzaj kołowrotka wędkarskiego, w którym nawijanie żyłki na nieruchomą szpulę odbywa się poprzez obrót specjalnego kabłąka dookoła niej.

## Budowa
Kołowrotek o stałej szpuli składa się zasadniczo z korbki, korpusu, w którym znajduje się przekładnia, szpuli oraz kabłąka.
Korpusy kołowrotków tańszych wykonane są najczęściej z materiałów syntetycznych, takich jak ABS, zaś droższe modele zazwyczaj z metalu (aluminium, rzadziej tytan). Szpula wykonywana jest z podobnych materiałów, w droższych modelach stosuje się pokrywanie krawędzi szpuli azotkiem tytanu dla zmniejszenia tarcia żyłki podczas rzutu. Większość kołowrotków posiada kilka wymiennych szpul, co umożliwia szybką zmianę grubości lub rodzajów linki bez konieczności zmiany kołowrotka. Kabłąk wykonany jest z metalu oraz wyposażony w rolkę zmniejszającą tarcie żyłki podczas zwijania, którą niektórzy producenci osadzają na małym łożysku lub pokrywają azotkiem tytanu dla dalszego zmniejszenia tarcia.